# Dinh thự Trịnh Gia
Nhà của Mandarin hay Dinh thự Trịnh Gia (tiếng Trung: 鄭家大屋; tiếng Bồ Đào Nha: Casa do Mandarin) là một khu phức hợp dân cư lịch sử nằm tại São Lourenço, Ma Cao. Đây là nơi ở và là ngôi nhà gia đình của nhà lý thuyết, cải cách cuối nhà Thanh Trịnh Quan Ứng (1842-1921). Ông đã hoàn thành kiệt tác Thịnh thế nguy ngôn tại ngôi nhà này. Dinh thự có diện tích lên tới 4.000 mét vuông,  là một trong những ngôi nhà gia đình lớn nhất ở Ma Cao.

## Lịch sử
Ngôi nhà được xây dựng vào năm 1869 dưới thời hoàng đế Đồng Trị, bởi cha của Trịnh Quan Ứng là Trịnh Văn Thụy. Trịnh Quan Ứng và các anh em của ông dần mở rộng khu phức hợp kể từ đó. Nó được xây dựng phần lớn theo phong cách Quảng Đông nhưng rất đáng chú ý bởi sự kết hợp của các yếu tố kiến trúc phương Tây.
Năm 1990, Trịnh gia dần chuyển ra ngoài và căn nhà sau đó được cho thuê. Đã có lúc có tới hơn 300 người thuê nhà sống bên trong khu phức hợp, dẫn đến điều kiện sống tồi tàn. Nó sau đó bị hư hỏng nặng bởi trận hỏa hoạn và phải mất 8 năm để sửa lại. Năm 2001, chính phủ đã tiếp quản lại ngôi nhà, và hiện nó là một phần của Di sản thế giới "Khu lịch sử Ma Cao" được UNESCO công nhận.